# فولفغانغ شوستر
فولفغانغ شوستر (بالألمانية: Wolfgang Schuster)‏ هو سياسي ألماني، ولد في 5 سبتمبر 1949 في أولم في ألمانيا. حزبياً، نشط في الاتحاد الديمقراطي المسيحي. وقد انتخب عمدة شتوتغارت (1997 – 7 يناير 2013).

## وصلات خارجية
- فولفغانغ شوستر على موقع مونزينجر (الألمانية)

- الموقع الرسمي